# Вітроґощ-Осада
Вітроґощ-Осада (пол. Witrogoszcz-Osada) — село в Польщі, у гміні Лобжениця Пільського повіту Великопольського воєводства.
У 1975-1998 роках село належало до Пільського воєводства.